# Burning Man

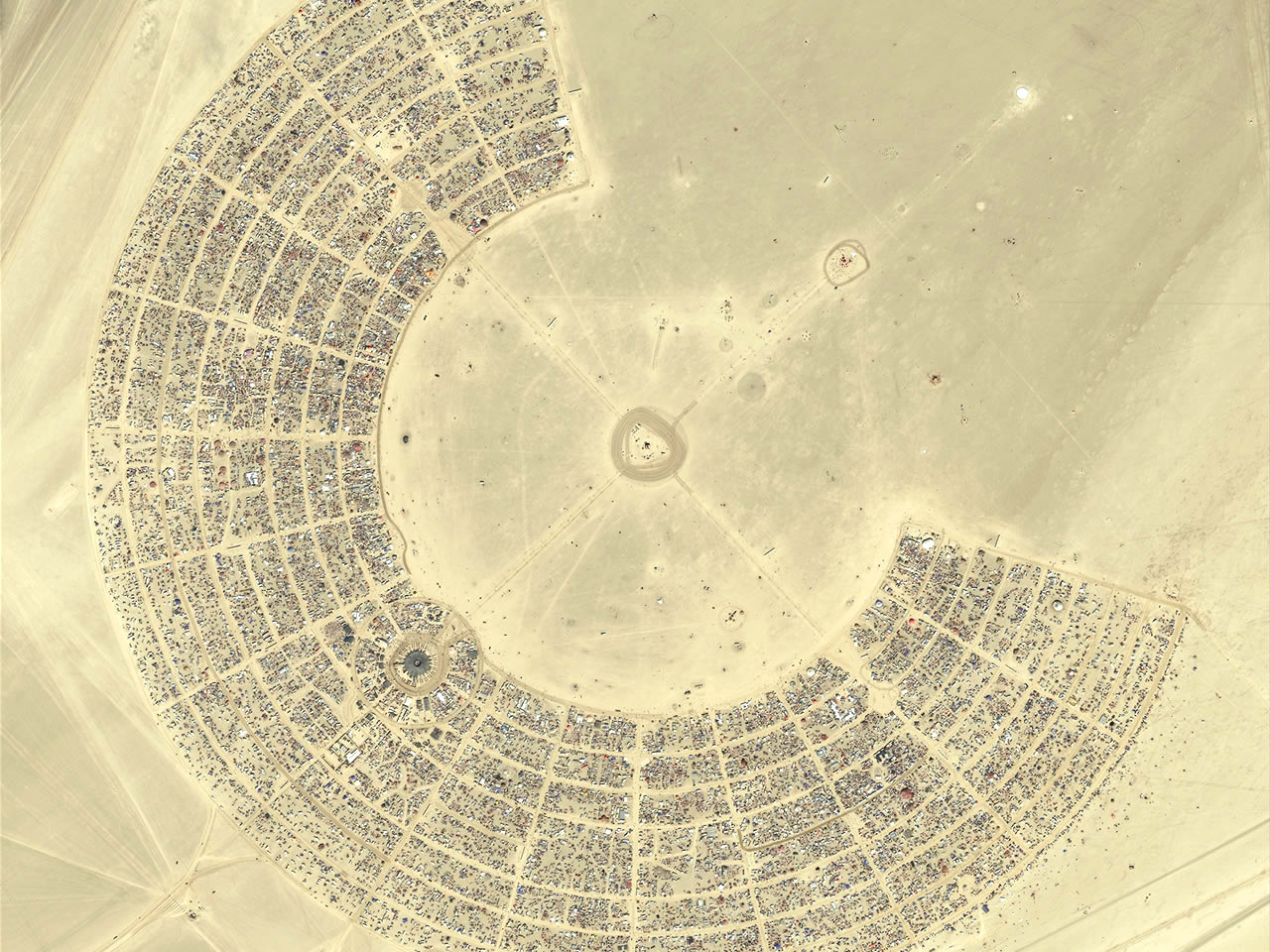
Widok festiwalu z satelity

Burning Man – coroczne wydarzenie na pustyni Black Rock w północnej Nevadzie. Czerpie swoją nazwę od rytualnego podpalania kukły w sobotni wieczór. Jeden z pomysłodawców imprezy, Larry Harvey, chciał podobno w ten sposób symbolicznie pogrzebać przeszłość po tym, jak odrzuciła go kobieta. Inne niepotwierdzone przez pomysłodawców źródło inspiracji to słynny film pt. Kult.
Wydarzenie jest opisywane przez uczestników jako eksperyment w tworzeniu społeczności, radykalnej autoekspresji i całkowitemu poleganiu na samym sobie. W swojej otoczce przypomina ono neopogańskie święto, zaadaptowane do realiów stechnicyzowanego społeczeństwa. Oprócz płonącej kukły, będącej punktem kulminacyjnym imprezy, organizatorzy zapewniają m.in. zaawansowane pokazy laserowe, a także prezentacje wizualnych efektów wysokich napięć w postaci kolejnej maskotki, Magneto Mana.
W znacznej mierze jednak atrakcyjność Burning Mana polega na aktywności samych uczestników, na ich barwnych strojach (bądź też ich braku) i innych elementach wyglądu, wymyślnych środkach lokomocji po terenie festiwalu, czy prowizorycznych konstrukcjach, które ustawiają na pustyni. Bardzo często nawiązują oni do baśni, mitologii, tradycji religijnych, przez co impreza nabiera bardzo niecodziennego charakteru, ocierającego się o kilkudniowe parateatralne zaimprowizowane show bez podziału na widownię i wykonawców.
Festiwal trwa osiem dni. Rozpoczyna się w ostatni poniedziałek sierpnia, a kończy w dni amerykańskiego święta pracy.
W 2008 roku udział w Burning Manie wzięło 49599 osób, wśród nich dużo osób z Doliny Krzemowej, związanych z technologią i biznesem. Szerszy opis uczestników tego festiwalu, jak i samych wydarzeń biorących tam miejsce, można znaleźć w języku polskim w książce Daniela Pinchbecka pt. Przełamując umysł.

W USA, Kanadzie, a także w innych częściach świata organizowane są wydarzenia wzorowane na Burning Manie np. w Afryce (AfrikaBurn, RPA) czy Europie (NoWhere, Hiszpania).

## Telewizja i film
- W odcinku South Park o tytule „Die Hippie, Die”, Eric Cartman pokrótce odnosi się do festiwalu w kontekście hipisów. W tle odbywa się hipisowski festiwal, a wielki neonowy mężczyzna, podobny do tego z Burning Mana, jest wyraźnie widoczny.
- Również w 13 odcinku 14 sezonu South Park o tytule Coon vs. Coon & Friends, Eric Cartman po sprzymierzeniu się z Cthulhu jako jeden z pierwszych celów ataku obiera festiwal Burning Man, określony jako „największy hipisowski festiwal na świecie”.
- W jednym z odcinków Dharma i Greg, para próbuje wyjaśnić ideę festiwalu rodzicom Grega... oczywiście oni tego nie rozumieją.
- W jednym z odcinków The Colbert Report (Rok 2008, Sezon 4, Odcinek 107), zdjęcia z festiwalu są wykorzystane jako ilustracje Demokratycznego Konwentu Narodowego 2008.
- W pierwszym odcinku siódmego sezonu w serialu Zwariowany świat Malcolma rodzina Malcolma wybiera się na festiwal
- W odcinku The Simpsons zatytułowanym „Lisa the treehugger” przewodniczący ruchu ekologicznego odnosi się do festiwalu podczas „namawiania” do ochrony najstarszego drzewa Springfield innych członków klubu.
- W jednym z kolejnych odcinków The Simpsons, pt. „Blazed and confused” Homer zapomina zarezerwować miejsce campingowe na długi weekend, narażając się na złość i rozczarowanie Marge, a jednocześnie Bart szuka sposobu, by zemścić się na nowym nauczycielu, który jak się okazuje, został mianowany Ignisem i ma za zadanie podpalić drewnianego Chłopka. Tym samym rodzinka Simpsonów trafia na festiwal.
- W drugim odcinku piątego sezonu Shameless Sheila namawia Franka do sprzedania domu, argumentując to chęcią zwiedzenia kraju, w tym odwiedzenia festiwalu Burning Man.
- Akcja hiszpańskiego filmu fabularnego „The girl from The song”, 2017 r., odbywa się podczas trwającej imprezy Burning Man. Pojawia się wiele atrakcji, w tym; spalona na końcu drewniana konstrukcja mężczyzny i kobiety, pojazdy rodem z filmów fantasy, pokazy ognia i quasi-walki w klatce.

## Technologia, oprogramowanie
Nawiązania do Burning Mana w technologii i oprogramowaniu
- W Second Life odbywa się coroczne wirtualne palenie, „Burning Life”[1].
- System OpenBTS był testowany w trakcie festiwalu Burning Man 2008[2].
- Pierwsza okazjonalna zmiana logo Google miała miejsce przy okazji Burning Man 1998[3].